# GP van Isbergues 2024
De Franse wielerwedstrijd GP van Isbergues werd in 2024 verreden op 15 september en kende zowel een editie bij de mannen als bij de vrouwen.

## Mannen
Het was de 78e editie bij de mannen van deze wedstrijd. Titelverdediger Matteo Moschetti nam deze editie niet deel. Na bijna 200 kilometer koers werd de wedstrijd beslecht middels een sprint met een grote groep renners. De Nederlander Arvid de Kleijn bleek hieruit de sterkste renner en reed zodoende naar zijn derde overwinning van het jaar. Één week eerder won De Kleijn nog de Grote Prijs van Fourmies. De Kleijn liet onder anderen Laurence Pithie en Gerben Thijssen achter zich die respectievelijk tweede en derde werden. De wedstrijd had meer dan 1300 hoogtemeters en was onderdeel van de UCI Europe Tour en de Coupe de France.

### Uitslag
| Plaats  | Naam             | Ploeg                           | tijd     |
| ------- | ---------------- | ------------------------------- | -------- |
| Winnaar | Arvid de Kleijn  | Tudor Pro Cycling Team          | 4u35'06" |
| 2       | Laurence Pithie  | Groupama-FDJ                    | z.t.     |
| 3       | Gerben Thijssen  | Intermarché-Wanty               | z.t.     |
| 4       | Pierre Gautherat | Decathlon AG2R La Mondiale Team | z.t.     |
| 5       | Davide Persico   | Bingoal WB                      | z.t.     |
| 6       | Maikel Zijlaard  | Tudor Pro Cycling Team          | z.t.     |
| 7       | Paul Penhoët     | Groupama-FDJ                    | z.t.     |
| 8       | Piet Allegaert   | Cofidis                         | z.t.     |
| 9       | Jensen Plowright | Alpecin-Deceuninck              | z.t.     |
| 10      | Tom Van Asbroeck | Israel-Premier Tech             | z.t.     |

## Vrouwen
De zevende editie van deze wedstrijd werd verreden bij de vrouwen. De Franse titelverdedigster Valentine Fortin eindigde deze editie eveneens in de top tien. Na een koers van iets meer dan 130 kilometer was het de Nederlandse Maaike Boogaard die in deze editie naar de zege sprintte. Beste Belgische renster werd Marthe Goossens die als elfde over de eindstreep kwam.

### Uitslag
| Plaats  | Naam                 | Ploeg                           | tijd     |
| ------- | -------------------- | ------------------------------- | -------- |
| Winnaar | Maaike Boogaard      | AG Insurance-Soudal Team        | 3u26'47" |
| 2       | Victoire Berteau     | Cofidis                         | z.t.     |
| 3       | Alba Teruel          | Laboral Kutxa-Fundación Euskadi | z.t.     |
| 4       | Alison Jackson       | EF-Oatly-Cannondale             | z.t.     |
| 5       | Laura Tomasi         | Laboral Kutxa-Fundación Euskadi | z.t.     |
| 6       | Valentine Fortin     | Cofidis                         | z.t.     |
| 7       | Chiara Consonni      | UAE Team ADQ                    | z.t.     |
| 8       | Gladys Verhulst-Wild | FDJ-Suez                        | z.t.     |
| 9       | Mylène de Zoete      | CERATIZIT-WNT Pro Cycling Team  | z.t.     |
| 10      | Letizia Borghesi     | EF-Oatly-Cannondale             | z.t.     |
|         |                      |                                 |          |
| 11      | Marthe Goossens      | AG Insurance-Soudal Team        | z.t.     |